# 旭堂南左衛門
旭堂 南左衛門（きょくどう なんざえもん、1954年7月14日 - ）は、日本の講談師。本名：西野 安彦。現在、上方講談協会会長。

## 経歴
兵庫県三田市出身。兵庫県立篠山鳳鳴高等学校、近畿大学商経学部卒業。
1976年 3代目旭堂南陵に入門、旭堂南学として初高座。1987年、真打昇進。旭堂南左衛門を創名。1990年「第8回咲くやこの花賞」受賞。1993年、国立演芸場花形演芸会金賞を受賞。
1997年、カラオケDEチャンス（奈良テレビ）の司会を卒業。2000年、日本テレマン協会主催の「ヘンデル：オラトリオ本邦初演シリーズ」に内容解説の講談師として出演。それ以後、各地の歴史をテーマに「音楽絵巻」を創作し、中野順哉との二人三脚で「上方講談」の創作活動を積極的に行う。2005年、上方講談協会会長に就任（- 2010年）。2006年、松竹座十月花形歌舞伎「通し狂言・染模様恩愛御書」に講談で出演。2010年、日生劇場三月花形歌舞伎「通し狂言・染模様恩愛御書」、 国立劇場12月歌舞伎公演「仮名手本忠臣蔵」に講談で出演。2014年、上方講談協会会長に就任（二期目）。2017年12月、上方講談協会名古屋支部旗揚げ公演を名古屋城本丸で開催。
桂吉朝や桂文之助など上方落語の噺家とも交流があり、一緒に勉強会を行っていたほか、関西の数々の小劇場劇団の舞台にも出演した。また、阪本順治監督の映画「ビリケン」にも出演した。

## 弟子

### 上方
- 旭堂南龍
- 旭堂南舟
- 旭堂南斗
- 旭堂南鷹
- 旭堂南京
- 旭堂南扇
- 旭堂南楽
- 旭堂南雲
- 旭堂南歩

### 名古屋支部
- 旭堂左文字
- 旭堂南門（名古屋支部長）
- 旭堂南山
- 旭堂南之助
- 旭堂南生
- 旭堂南月